# ドグウ戦紀 〜覇王〜
『ドグウ戦紀 〜覇王〜』（どぐうせんき はおう）は、2000年8月10日にビクターインタラクティブソフトウェア（後のマーベラス）から発売された、ドリームキャスト用ウォー・シミュレーションゲームである。キャラクターデザインは美樹本晴彦。